# Cúp quốc gia Wales 1989–90
 Cúp quốc gia Wales 1989-90 với đội vô địch là Hereford United. Trận chung kết diễn ra trên sân National Stadium ở Cardiff với 4,182 khán giả.

## Bán kết – Lượt đi
| Số thứ tự trận | Đội nhà      | Tỉ số | Đội khách       |
| -------------- | ------------ | ----- | --------------- |
| 1              | Barry Town   | 0–0   | Wrexham         |
| 2              | Cardiff City | 0–3   | Hereford United |

## Bán kết – Lượt về
| Số thứ tự trận | Đội nhà         | Tỉ số | Đội khách              |
| -------------- | --------------- | ----- | ---------------------- |
| 1              | Wrexham         | 1-0   | Barry Town             |
| 2              | Hereford United | 3–1   | Kidderminster Harriers |

## Chung kết
| Wrexham     | 1–2 | Hereford United   |
| ----------- | --- | ----------------- |
| Worthington |     | Robinson · Benbow |

| Wrexham | Hereford United |